# Sam Smith
Samuel Frederick Smith (Londres, 19 de maio de 1992), popular pelo nome artístico Sam Smith, é uma personalidade britânica que trabalha como musicista e com composição. Smith venceu quatro Grammy Awards, um Globo de Ouro, um Óscar e três BRIT Awards durante a carreira. Conquistou reconhecimento na carreira quando gravou os vocais da música "Latch" (2012), da dupla inglesa Disclosure. No ano seguinte, colaborou com o cantor Naughty Boy, na canção "La La La" (2013), dando-lhe mais reconhecimento.
Seu primeiro álbum, In the Lonely Hour, foi lançado em 2014. A obra foi um sucesso comercial no mundo inteiro, vendendo doze milhões de cópias, e conquistando o primeiro lugar na Austrália, Irlanda, Nova Zelândia, Reino Unido, África do Sul e Suécia, nos Estados Unidos alcançou a posição dois. O álbum foi contemplado com o Grammy Awards de Best Pop Vocal Album em 2015. Nesse mesmo ano, Smith foi a pessoa mais galardoada da premiação e uma das com mais nomeações. Além de ter possuído uma nomeação à maior categoria da premiação Álbum do Ano. O primeiro single do projeto foi a faixa Lay Me Down, que foi lançada no dia 15 de fevereiro de 2013 e que conquistou a posição quarenta e seis no Reino Unido, a faixa foi relançada em 2015, e conquistou a posição oito na Billboard Hot 100, além de ter conseguido a posição quinze de novo no Reino Unido.
Em 2014, Smith foi a sétima pessoa a ganhar o prêmio da maior premiação musical do Reino Unido Critics' Choice do BRIT Awards, incluindo o prêmio Global Success da mesma premiação. No dia 8 de setembro de 2015, confirmou que iria gravar a nova música tema do vigésimo quarto filme da franquia James Bond SPECTRE (2015), por essa canção, Smith ganhou o Óscar de Best Original Song e o Globo de Ouro de Best Original Song, entre outros prêmios. Entre os seus outros maiores prêmios estão, três Billboard Music Awards, um American Music Awards, um BET Awards, seis MOBO Awards, entre muitos outros prêmios. Suas conquistas musicais também lhe levaram a menções duas vezes no Guinness World Records.

## Biografia

### Infância e adolescência

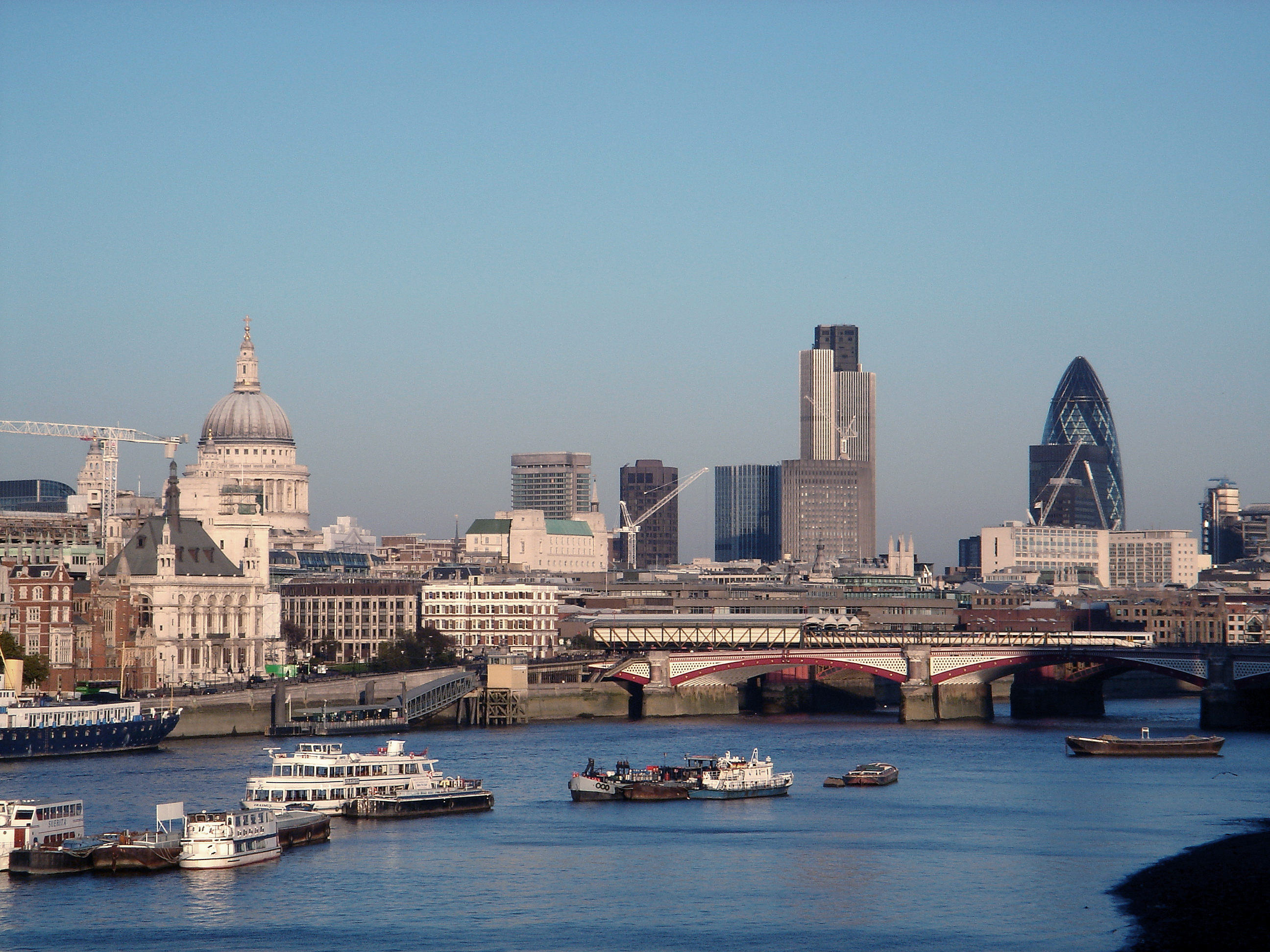
Vista de Londres, a capital da Inglaterra e do Reino Unido, onde Smith nasceu.

Samuel Frederick Smith nasceu em Londres, Inglaterra. Sua mãe, Kate Cassidy, uma corretora de moedas, foi demitida em 2008 porque seus chefes acharam que ela estava dedicando muito tempo de expediente às ambições musicais de Sam, que na época tinha quinze anos. Smith tem duas irmãs, Mabel e Lily Smith, e a cantora britânica Lily Allen é sua prima de terceiro grau. Smith passou a ter aulas de canto formal com um cantor de jazz, aos oito anos, depois que seus pais o ouviram cantar My Love Is Your Love de Whitney Houston, em uma viagem de manhã para à escola primária católica. Smith passou a infância e adolescência em ensaios de teatro. A sua mãe muitas vezes lhe pedia que se apresentasse para amigos e parceiros de negócios em jantares. Quando tinha doze anos de idade, seis empresários diferentes cuidavam da sua carreira. Antes de sua alçada à fama aos vinte e um anos, Smith estudou música, cantou em coros e em bandas e atuou em produções de teatro musical. Desenvolveu uma abordagem apaixonada ao canto, seguindo o exemplo de suas referências artísticas favoritas daquela época: Aretha Franklin, Stevie Wonder e Chaka Khan. Smith foi estudante da Youth Music Theatre UK e estrelou a produção "Oh! Carol" em 2007. Estudou por vários anos canto e composição com a vocalista e pianista de jazz Joanna Eden e trabalhou em sua loja local em St Johns Wood, também estudou nas escolas St. Thomas More Primary e St Mary's Catholic School, em Bishop's Stortford. Foi membro do Bishop's Stortford Junior Operatics (agora Bishops Stortford Musical Theatre Society) e do Cantate Youth Choir.

"“Gostaria de agradecer ao homem para quem é esta canção [Stay With Me], por quem me apaixonei o ano passado. Muito obrigado por partir meu coração porque você me deu quatro Grammys!.

 Smith no Grammy 2015".
 Smith disse em uma entrevista recente que sua mãe já sabia que Sam era homossexual desde os três anos de idade, mas que só revelou sua orientação sexual aos dez anos. Sam veio a público como gay em maio de 2015 no seu discurso de agradecimento da 57 edição do Grammy Awards, quando foi receber uma das quatro categorias em que ganhou, Smith agradeceu o homem em que se inspirou para escrever as canções de seu primeiro álbum In the Lonely Hour, e como gênero-queer em outubro de 2017, mas foi só em setembro de 2019 que assumiu sua não-binariedade e disse que seus pronomes de preferência são they/them (pronomes neutros/epicenos do inglês) declarando: "depois de uma vida inteira em guerra com meu gênero, decidi aceitar quem eu sou, por dentro e por fora [...]". Em uma entrevista para a estreia da série I Weigh, em que a atriz Jameela Jamil conversa com pessoas sobre aceitação corporal e autoimagem, declarou: "Não sou homem nem mulher. Eu acho que flutuo em algum lugar entre os dois". 

## Carreira artística

### 2012–13: Início de carreira,Latch,La La Lae primeiroEPNirvana
Em outubro de 2012, Sam Smith colaborou com Disclosure no single "Latch", lançado em 8 de outubro de 2012 no Reino Unido e em 2014 nos Estados Unidos, alcançou a posição sete na Billboard Hot 100 e conquistou a posição de número onze na parada musical do Reino Unido. Em 2013, colaborou com Naughty Boy no single "La La La", lançado em 19 de maio de 2013, a música alcançou a primeira colocação das paradas padrões da Itália e do Reino Unido, tendo situado-se ainda entre as dez primeiras posições da Alemanha, Austrália, Áustria, Bélgica, Dinamarca, Espanha, Finlândia, França, Holanda, Irlanda, Noruega, Nova Zelândia e Suíça. Além de ter chegado na posição dezenove na Billboard Hot 100, dando sua primeira entrada no principal chart do mundo. Seu primeiro extended play (EP) de estreia, Nirvana, foi lançado em 4 de outubro de 2013, contendo  as faixas Safe with Me, Nirvana, I've Told You Now e uma versão acústica de Latch; a versão norte-americana, lançada em 28 de janeiro de 2014, contém ainda três faixas bônus: sua colaboração com Disclosure, Nile Rodgers & James Napier em Together, Money on My Mind e uma remistura de Nirvana feita por Harry Fraud. Safe With Me e Nirvana alcançaram as colocações de números oitenta e oito e noventa e sete na principal para do Reino Unido, respectivamente. Em dezembro de 2013, Smith recebeu indicações ao Critics' Choice do Brit Awards e a Sound of 2014 da BBC, sendo que mais tarde consagrou sua vitória em ambas premiações.

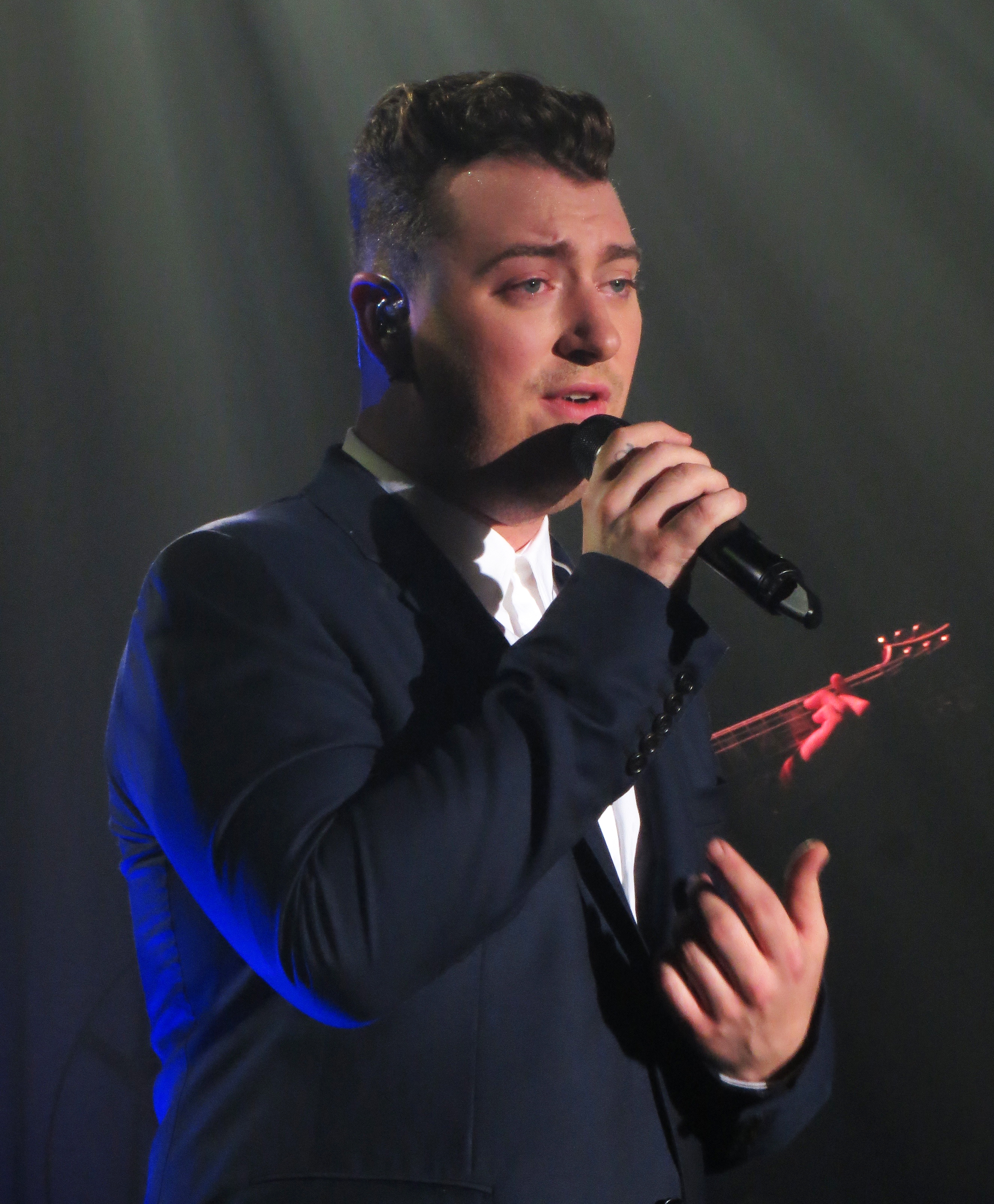
Smith se apresentando em 2014.

### 2013–14:In the Lonely Houre sucesso comercial

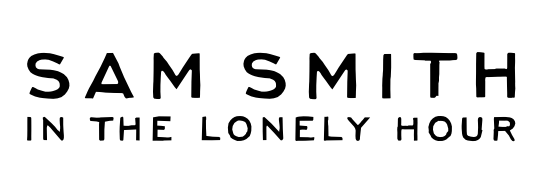
Logótipo de In the Lonely Hour.

Capa do álbum.

Sam confirmou em 16 de dezembro de 2013, que estava trabalhando no seu primeiro álbum de estúdio de sua carreira, que veio a chamar In the Lonely Hour. Em 7 de janeiro de 2014, Smith lançou a obra de arte e lista de faixas para o álbum. Seu álbum de estreia In the Lonely Hour, foi lançado em 26 de maio de 2014 através da gravadora Capitol Records. Sam descreve o álbum como "tudo sobre amor não correspondido" por nunca ter tido sentimentos  amorosos de volta por nenhum de seus interesses de amor. A obra foi um grande sucesso no mundo inteiro, se tornando um dos álbuns mais vendidos do ano de 2014, ficando atrás apenas da cantora norte-americana Taylor Swift e de seu conterrâneo Ed Sheeran, que haviam lançado os álbuns 1989 e X, respectivamente. O álbum debutou com 101 mil cópias vendidas no Reino Unido, onde ficou na primeira posição dos charts, por oito semanas consecutivas. Nas primeiras cinco semanas após o lançamento, o álbum vendeu 228 mil cópias no país. No dia 18 de dezembro, foi anunciado que o álbum havia superado a marca de 1 milhão de cópias vendidas, tendo vendido cerca de 1,007 milhões até meia noite. Tornando-se a segunda celebridade a alcançar essa marca depois do álbum X de Ed Sheeran. Em 2014, apenas Smith conseguiu vender 1 milhão de cópias no Reino Unido e Estados Unidos. In the Lonely Hour foi o segundo álbum mais vendido no Reino Unido em 2014, com 1,2 milhões de cópias vendidas, além de ter quebrado o recorde por ter ficado sessenta e sete semanas no top 10 das mais vendidas no principal chart de álbuns do país. Em dezembro de 2015, o álbum foi certificado sete vezes platina, pela British Phonographic Industry (BPI). No mesmo mês o Official Charts Company confirmou que o álbum havia vendido 2,1 milhões no total no Reino Unido, incluindo 893 mil unidades vendidas em 2015. Nos Estados Unidos, o álbum debutou na posição dois por ter vendido 166 mil cópias na primeira semana na Billboard 200, se tornando a segunda maior estreia solo desde The World from the Side of the Moon (2012) de Phillip Phillips, que havia vendido 169 mil na primeira semana e debutado na posição quatro. O álbum foi ultrapassado por Ultraviolence de Lana Del Rey que na primeira semana havia vendido 182 mil cópias. In the Lonely Hour na segunda semana vendeu 67 mil cópias, permanecendo na segunda posição, o álbum já havia passado de 233 mil cópias nos Estados Unidos. No final do ano de 2014, o álbum tinha conquistado uma platina pela RIAA, por ter vendido 1,2 milhões de cópias, tornando-se o terceiro álbum mais vendido naquele ano, atrás apenas de 1989 de Taylor Swift e a trilha sonora do filme Frozen. Além disso, Smith vendeu 2,8 milhões de singles do álbum, enquanto o álbum foi transmitido oitenta e sete milhões de vezes e visualizado nos sites de transmissão de vídeo do Reino Unido quarenta e oito milhões de vezes. De acordo com Nielsen SoundScan, In the Lonely Hour foi o oitavo álbum mais vendido de 2015 nos Estados Unidos, com 1,7 milhões de unidades. O álbum vendeu ao todo 2,2 milhões de cópias somente nos Estados Unidos. Na Austrália, In the Lonely Hour estreou na posição dois, atrás apenas de Ghost Stories da banda Coldplay, permaneceu no top 20 até 23 de agosto de 2015. Com a etapa australiana de sua turnê In the Lonely Hour Tour em abril de 2015, o álbum subiu ao pico de número um no dia 27 de abril de 2015.
In The Lonely Hour foi fenomenalmente bem sucedido na Nova Zelândia, gastando sessenta e oito semanas não consecutivas no top 10, incluindo oito semanas não consecutivas no topo do gráfico. O álbum foi certificado 4 vezes platina a partir do dia 7 de dezembro de 2015, com vendas superiores a 60 000 mil cópias, além de ter sido o quarto do álbum mais vendido de 2014 na Nova Zelândia. O álbum foi classificado no número cinco de álbuns de melhor classificação de todos os tempos da Nova Zelândia. De acordo com a Federação Internacional da Indústria Fonográfica, In The Lonely Hou vendeu 4,5 milhões de cópias em 2014 e 2,6 milhões de cópias em 2015, tornando-se o quinto álbum mais vendido de ambos os anos. Em 2017, a revista estadunidense Billboard, confirmou que o álbum havia vendido 12 milhões de cópias mundialmente. Em 15 de fevereiro de 2013, Sam Smith lançou "Lay Me Down" como primeira faixa de divulgação do disco. A música foi relançada duas vezes em 2015, a primeira versão solo conseguindo a posição quinze no Reino Unido e oito nos Estados Unidos sendo certificada duas vezes platina pela RIAA e ouro pela BPI. A outra versão chamada Lay Me Down (Red Nose Day) com a participação do cantor John Legend, se posicionou no número um no Reino Unido, também sendo certificado ouro, pela British Phonographic Industry (BPI). Em 16 de fevereiro do ano seguinte, Money on My Mind foi distribuída e alcançou a primeira posição do Reino Unido.
Uma versão ao vivo da faixa do álbum "I've Told You Now", realizada na St Pancras Old Church, foi disponibilizada para download gratuito como parte de uma promoção da Amazon.com em 27 de dezembro de 2013. A faixa do álbum "Make It To Me", co-escrita por Howard do Disclosure e Jimmy Napes, foi disponibilizada para download gratuito como parte de uma promoção da iTunes Store em 13 de janeiro de 2014. Smith prosseguiu em sua primeira turnê americana na primavera de 2014, com uma lista de material primariamente novo. Em 20 de janeiro de 2014, Smith fez sua estreia na televisão americana realizando "Latch" com Disclosure no programa Late Night with Jimmy Fallon. Também atuou no Saturday Night Live em 29 de março de 2014, realizando a canção "Stay with Me" em evangelho e uma versão acústica de "Lay Me Down". "Stay with Me" alcançou o número um no UK Singles Chart e o número dois na Billboard Hot 100. O quarto single do álbum, "I'm Not the Only One", alcançou o número três no Reino Unido e o número cinco nos EUA.
Em junho de 2014, Smith apareceu pela primeira vez na capa da revista The Fader em sua 92ª edição. Em agosto de 2014, o single "Stay with Me" foi chamado de "Canção de Verão" da Variance Magazine.

### 2017-presente:The Thrill of It All
Depois de quase 3 anos, Sam Smith finalmente anunciou novo CD para novembro de 2017 intitulado The Thrill of It All. Sam lançou como o carro chefe do álbum o single "Too Good at Goodbyes", que recebeu inúmeras impressões positivas e conseguiu alcançar o topo do iTunes em diversos países, ficando em primeiro lugar. Logo depois lançou como single promocional a música "Pray", que faz parte de uma das 14 faixas que compuseram o seu segundo álbum de estúdio.

## Características musicais

### Influências
Smith revelou que aos onze anos a principal cantora que mais ouvia na época, era a lendária Amy Winehouse, disse que seu pai havia comprado o álbum Frank – primeiro álbum da cantora, lançado em 2003, quando Sam tinha onze anos de idade. "Meu pai havia comprado o álbum Frank quando eu tinha 11 anos. Ouvindo Fuck Me Pumps, aos onze anos, consegue imaginar? Isso teve o maior efeito sobre mim." Na mesma entrevista Sam disse que sempre preferiu cantoras femininas do que cantores masculinos. Outra fonte de inspiração é a cantora pop Lady Gaga, Sam disse que Gaga lhe inspirou em seguir carreira como musicista. "Eu escrevi um e-mail para ela basicamente dizendo: ‘Me lembro de ter 17 anos, na fila para entrar no seu show, sonhando em fazer o que você faz e entrar na indústria da música", disse. "A coisa que mais admiro nela é o esforço e o que ela fez para entrar na indústria. Eu continuei a mensagem dizendo: ‘Muito obrigado por me inspirar a fazer isso, pois parte da razão de eu estar aqui agora é por sua causa". Whitney Houston, Chaka Khan, Beyoncé e Adele são algumas das cantoras que Sam também tem como inspirações. Além do ícone pop Britney Spears com o seu álbum Blackout (2007), Smith também cita esse álbum da cantora como o seu preferido da carreira de Spears. Uma de suas influências masculinas é o consagrado cantor pop George Michael, Smith disse que a música dele significou e significa muito para si e que não seria quem é como artista se não fosse por George.

## Vida pessoal
Antes de lançar o seu primeiro álbum, Sam estava em relacionamento não correspondido com um homem desconhecido até o momento, o que lhe inspirou a escrever todo o álbum. Assim como, esteve num relacionamento de dois meses com o ator e modelo Jonathan Zeizel, que conheceu no clipe de sua música Like I Can, relacionamento esse que terminou em 2015. Em 2016, os tablóides americanos afirmaram que Sam, estaria em um relacionamento com o modelo Jay Camilleri.
No dia 3 de outubro de 2017, flagraram Sam Smith aos beijos com o ator norte-americano Brandon Flynn, conhecido por interpretar Justin Foley na série de drama adolescente original da Netflix 13 Reasons Why (2017). Namoraram desde setembro de 2017, mas em junho de 2018, foi anunciado que Smith e Flynn haviam se separado depois de nove meses de namoro.
Smith apadrinhou o menino Jackson, filho de seu amigo e colaborador Jimmy Napes.

## Discografia
- In the Lonely Hour (2014)
- The Thrill of It All (2017)
- Love Goes (2020)
- Gloria (2023)

## Filmografia

### Televisão
| Ano     | Título              | Papel     | Notas       | Ref.   |
| ------- | ------------------- | --------- | ----------- | ------ |
| 2014—17 | Saturday Night Live | Sam Smith | 2 episódios | [ 94 ] |

## Turnês
Smith até o momento só trabalhou em uma turnê de divulgação de seu primeiro álbum In the Lonely Hour, a turnê começou em 9 de janeiro de 2015, tendo continuidade até o final do ano, a turnê faturou 7,9 milhões com oitenta e um shows em vários países.
- In the Lonely Hour Tour (2015)[95][96]
- The Thrill of It All Tour (2018)[97]